# Rathaus Pößneck

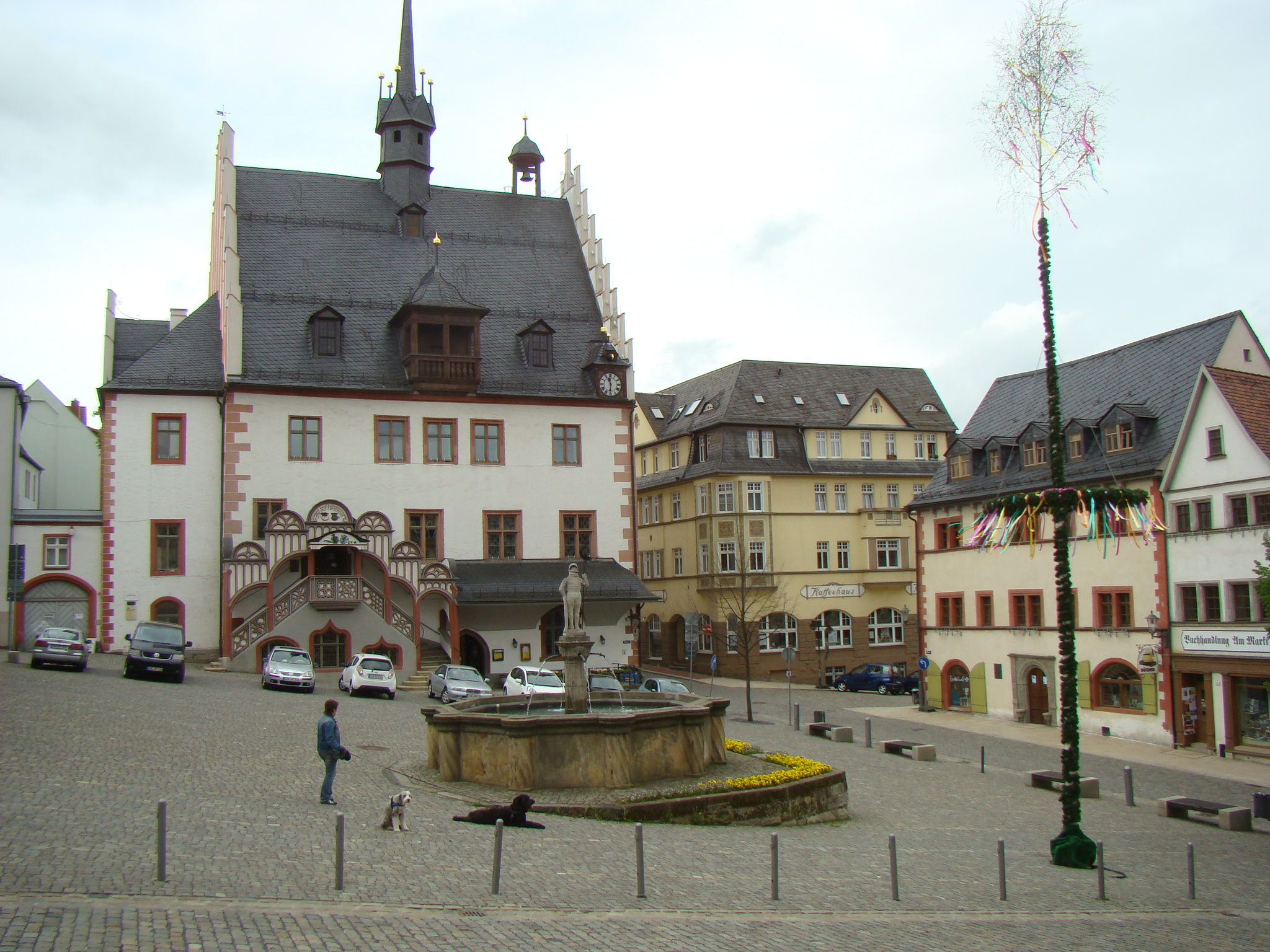
Rathaus Pößneck

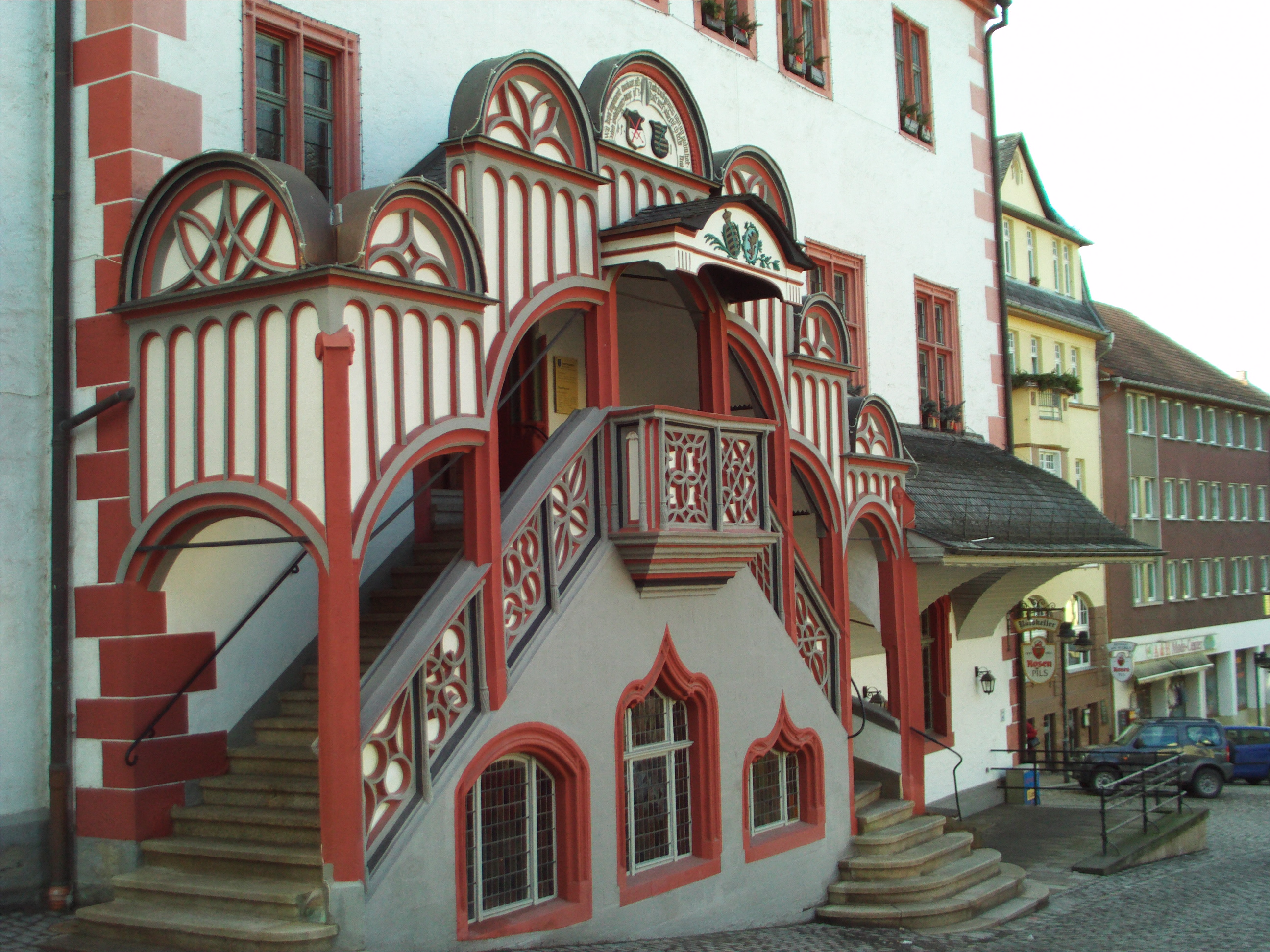
Freitreppe

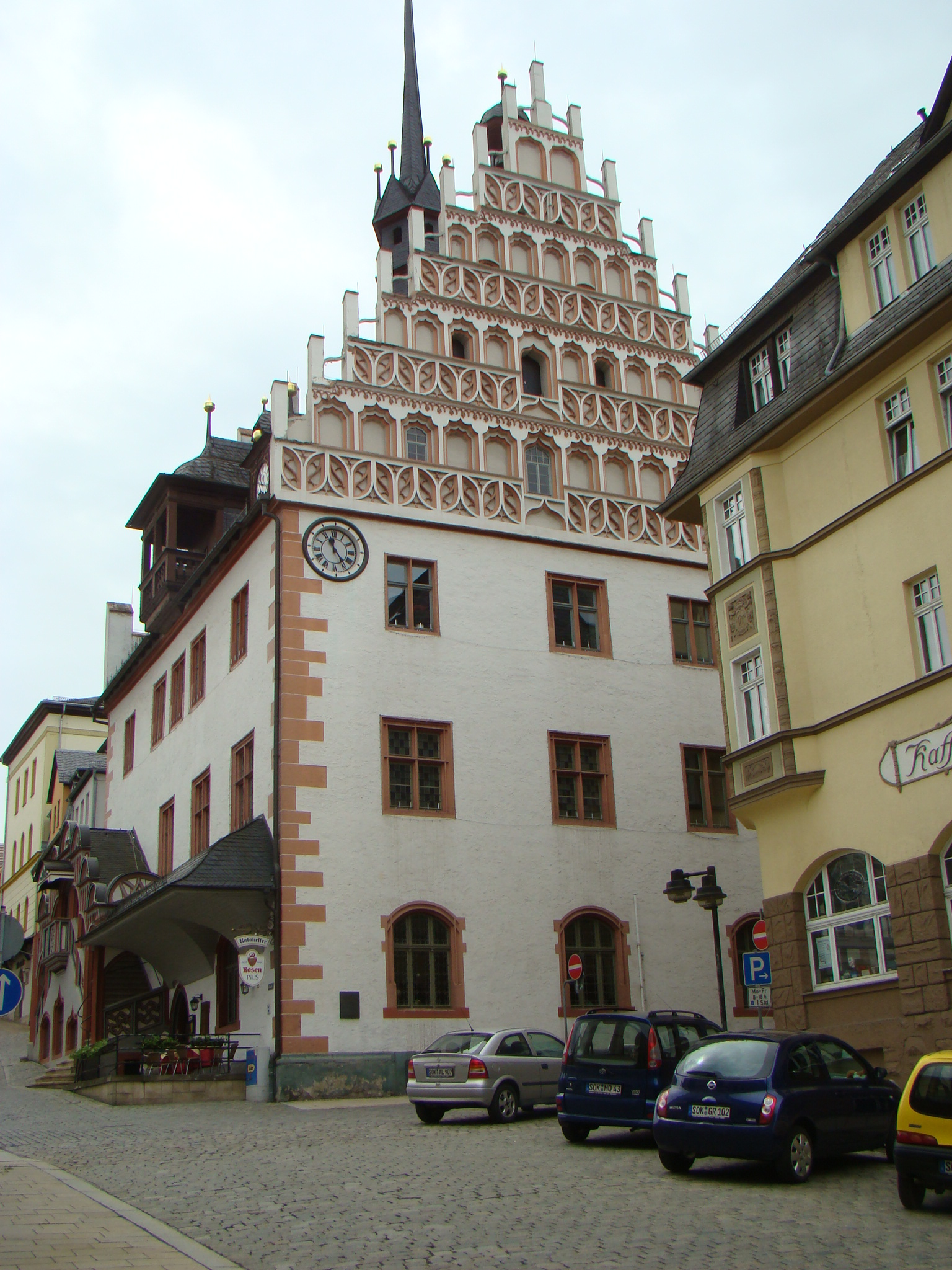
Nordgiebel

Das Rathaus Pößneck ist ein spätgotisches Gebäude am Markt der Stadt Pößneck im Saale-Orla-Kreis in Thüringen. Es gehört zu den bedeutendsten spätgotischen Rathäusern in der Region und dient als Sitz der Stadtverwaltung, des Stadtarchivs und als Standesamt. Von 1998 bis 2014 war im Rathaus auch das Pößnecker Stadtmuseum untergebracht.

## Geschichte
Die durch florierendes Gerber- und Tuchmacherhandwerk im 15. Jahrhundert zu Wohlstand gelangte Stadt verstärkte zu dieser Zeit zunächst ihre Stadtbefestigung und plante dann einen repräsentativen Neubau für das Rathaus. Das Rathaus Pößneck wurde in den Jahren 1478–1488 durch einen Meister Conradt neu erbaut, nachdem der Vorgängerbau abgebrochen worden war. In den Jahren 1490/1491 wurde der Südgiebel aufgebaut, erst 1499 wurde der Nordgiebel unter Meister Hans Krause errichtet. In den Jahren 1530/1531 wurde die Freitreppe von Nicol Bischoff angefügt. In den Jahren 1897–1899 erfolgte ein Umbau durch den Baurat Karl Rommel aus Saalfeld, der vor allem das Innere eingreifend restaurierte, im Jahr 1969 eine Außenrenovierung.

## Architektur
Das dreigeschossige, massive Bauwerk wurde über annähernd quadratischem Grundriss als Traufenhaus zum Marktplatz hin auf stark ansteigendem Gelände erbaut und zeigt zwei aus Formsteinen erbaute Staffelgiebel. Der Nordgiebel ist mit horizontalen Blendmaßwerkbändern im Wechsel mit Reihen kleiner Vorhangbogenfenster oder -felder reicher gegliedert, während der südliche Giebel mit einer schlichteren Blendengliederung versehen ist. Die Felder des Nordgiebels waren ursprünglich mit Heiligendarstellungen bemalt. Die Marktfront wird geprägt durch die mit spätgotischem Blendmaßwerk aufwändig verzierte, doppelläufige, überwölbte Freitreppe mit Halbrundbogengiebeln, die bereits auf die Renaissance hinweisen. Die ehemals durch Kreuzstockfenster gegliederten Fassaden wurden bei dem Umbau im Jahr 1899 stark verändert. Das schiefergedeckte Satteldach ist mit einem nadelspitzen, sechseckigen Dachreiter, einer firstständigen überdachten Glocke und einem ebenfalls überdachten Balkon im ersten Dachgeschoss akzentuiert. In der rechten unteren Ecke des marktseitigen Dachs ist ein Uhrenerker mit Mondphasenanzeige angeordnet.
Ursprünglich waren die beiden Kellergeschosse und das erste Obergeschoss eingewölbt, wovon immer noch Reste erhalten sind. Im Übrigen wurde das Innere durch den neugotischen Umbau stark verändert. Ungeachtet dessen zählt das Pößnecker Rathaus immer noch zu den repräsentativsten Rathäusern des späten Mittelalters in Thüringen und ist vergleichbar mit den Rathäusern in Saalfeld und in Neustadt/Orla.